# Laurel Halo
Laurel Anne Chartow, née le 3 juin 1985 à Ann Arbor, Michigan, connue professionnellement sous le nom de Laurel Halo, est une musicienne électronique américaine basée à Berlin, en Allemagne. Elle a sorti son premier album Quarantine sur Hyperdub en 2012, acclamé par la critique ; il a été nommé album de l'année par The Wire. Ont suivi les albums studio Chance of Rain (2013) et Dust (2017), ainsi que divers EP et le mini-album Raw Silk Uncut Wood (2018).

## Biographie
Laurel Anne Chartow est née le 3 juin 1985 à Ann Arbor, Michigan,  où elle a également grandi et appris à jouer du piano, de la guitare et du violon. Elle s'inspire de la musique de Détroit, de Londres et de Berlin, ainsi que de son passage dans des ensembles de free jazz et en tant que DJ à la radio universitaire. Elle a déménagé à New York en 2009, puis à Berlin en 2013. 

## Carrière musicale
Halo a auto-publié les EP The Future Fruit et Ambrosia avant de signer avec Hippos in Tanks et de sortir l'EP King Felix (2010), inspiré du roman VALIS de Philip K. Dick. Elle a suivi avec Hour Logic en 2011. Son premier album, Quarantine, est sorti sur le label londonien Hyperdub en juin 2012. L'album a été nommé Album de l'année en 2012 par The Wire. Son deuxième album, Chance of Rain, est sorti en octobre 2013.
En 2015, Halo a travaillé aux côtés de Rashad Becker, Julia Holter et NH'Koxyen sur l'EP collaboratif "télépathique" Terepa, en plus de fournir une reprise d'une chanson précédemment perdue de Karen Dalton pour la compilation Remembering Mountains du label Tompkins Square.
2015 a également vu Halo collaborer avec John Cale et Lisa Gerrard pour une représentation de la musique de Cale au Arts Centre Melbourne. De plus, Halo a sorti In Situ, un double EP pour le label londonien Honest Jon's à l'automne 2015. En 2016, Laurel Halo a composé la bande originale de Still Be Here, une pièce collaborative mettant en vedette la pop star virtuelle japonaise Hatsune Miku. La première a eu lieu au HKW à Berlin, en Allemagne. En juin 2017, Halo a sorti son troisième album Dust, avec des contributions d' Eli Keszler, Julia Holter, Michael Salu, Max D, Klein et Lafawndah, entre autres. L'album a reçu les éloges critiques de nombreuses publications.
En janvier 2018, il a été annoncé que Halo avait composé la bande originale du film documentaire Possessed du studio de design néerlandais Metahaven et Rob Schröder. Plus tard cette année-là en juillet, elle a sorti un mini-album sur Latency Recordings intitulé Raw Silk Uncut Wood, qui, selon elle, a été inspiré par sa contribution au film. Le mini-album se compose de six morceaux instrumentaux ambient auxquels contribue le violoncelliste Oliver Coates, avec qui elle a également travaillé sur la partition de Possessed, et le percussionniste Eli Keszler. Halo s'est également associée au musicien de Bristol Hodge sur l'EP collaboratif Tru / Opal / The Light Within You, sorti le 30 novembre 2018 par Livity Sound Recordings. Les deux ont travaillé ensemble sur les trois chansons au cours de quelques années à Berlin.
En janvier 2021, elle a annoncé le label Awe pour publier son travail solo et collaboratif.
En 2023 sort son cinquième album, Atlas, sur lequel elle est accompagnée par Lucy Railton au violoncelle, James Underwood au violon et Bendik Giske au saxophone. La critique compare cet album aux œuvres de Ryuichi Sakamoto et au Music for Airports de Brian Eno.

## Discographie

### Albums studio
| Titre               | Détails de l'album                                                                                    |
| ------------------- | --- |
| Quarantine          | - Sortie : 21 mai 2012 - Label : Hyperdub - Formats : CD, LP, téléchargement numérique                |
| Chance of Rain      | - Sortie : 28 octobre 2013 - Label : Hyperdub - Formats : CD, LP, téléchargement numérique            |
| Dust                | - Sortie : 23 juin 2017 - Label : Hyperdub - Formats : CD, LP, téléchargement numérique               |
| Raw Silk Uncut Wood | - Sortie : 13 juillet 20181 - Label : Latency Recordings - Formats : CD, LP, téléchargement numérique |
| Atlas               | - Sortie : 22 septembre 2023 - Label : Awe - Formats : CD, LP, téléchargement numérique               |

### EP
| Titre                                          | Détails du PE                                                                                     |
| ---------------------------------------------- | ------------------------------------------------------------------------------------------------- |
| King Félix                                     | - Sortie : 30 novembre 2010 - Label: Hippos in Tanks - Formats : CD, LP, téléchargement numérique |
| Logique horaire                                | - Sortie : 21 juin 2011 - Label: Hippos in Tanks - Formats : CD, LP, téléchargement numérique     |
| Antenne                                        | - Sortie : 5 novembre 2011 - Label: NNA Tapes - Formats : CD, LP, téléchargement numérique        |
| Behind the Green Door (en)                     | - Sortie : 20 mai 2013 - Label : Hyperdub - Formats : CD, LP, téléchargement numérique            |
| In Situ                                        | - Sortie : 25 septembre 2015 - Label : Honest Jon's - Formats : CD, LP, téléchargement numérique  |
| Tru / Opal / The Light Within You (with Hodge) | - Sortie : 30 novembre 2018 - Label : Livity Sound - Formats : LP, téléchargement numérique       |

### Single
| Titre                   | An   | Album      |
| ----------------------- | ---- | ---------- |
| "Sunlight on the Faded" | 2012 | Hors album |
| "Jelly"                 | 2017 | Dust       |

### Remixes
| Titre                                    | An   | Artiste        |
| ---------------------------------------- | ---- | -------------- |
| "Casual Diamond"                         | 2011 | Sleep ∞ Over   |
| "Work, Live & Sleep in Collapsing Space" | 2012 | Kuedo          |
| "Living With You"                        | 2013 | John Cale      |
| "Blue Scene"                             | 2018 | Helm           |
| "Throw"                                  | 2018 | Forest Swords  |
| "Die 4 You"                              | 2018 | Perfume Genius |

### Bandes originales
| Titre                                                                | Détails de l'album                                                                            |
| -------------------------------------------------------------------- | --------------------------------------------------------------------------------------------- |
| Possessed (Bande originale du film par Metahaven &amp; Rob Schröder) | - Sortie : 10 avril 2020 - Label : The Vinyl Factory - Formats : LP, téléchargement numérique |

### Invités
| Titre                                      | An   | Artistes)          | Album                                                |
| ------------------------------------------ | ---- | ------------------ | ---------------------------------------------------- |
| "Strawberry Skies" (featuring Laurel Halo) | 2010 | Games              | That We Can Play                                     |
| "Mist of Time" (featuring Laurel Halo)     | 2012 | Teengirl Fantasy   | Tracer                                               |
| "Blue Notion"                              | 2015 | Artistes multiples | Remembering Mountains: Unheard Songs by Karen Dalton |